# Feltration
En feltration er en type færdigpakket militærration, som er designet til hurtigt og nemt at kunne tilberedes og indtages i felten, under kamp, ved frontlinjen, eller hvor der ellers ikke er adgang til spisefaciliteter. Feltrationer anvendes primært af militæret, men de uddeles også nogle gange til civile som en del af nødhjælp eller kriseberedskab.
De adskiller sig fra garnisonsrationer og mad fra feltkøkkener, som er beregnet til situationer, hvor der relativt nemt og sikkert kan tilberedes rigtige måltider – for eksempel i baglandet, hvor logistikken er stabil, og der kan leveres frisk mad. Feltrationer minder om, men adskiller sig fra, andre typer langtidsholdbare fødevarer, som for eksempel nødrationer, humanitære dagrationer og mad til campingbrug
Feltrationer opdeles typisk i to kategorier:
- Individuelle rationer, som er beregnet til at ernære én soldat
- Gruppemotioner, som er beregnet til flere soldater – fra et ildhold til en hel deling.

## Indhold
En typisk feltration består af:
- En hovedret, typisk fulde måltider bestående af konserveret færdigtilberedt kød, grøntsager, bælgfrugter, kornprodukter, ris eller andre basisfødevarer; dehydreret suppe eller bouillon tilbydes også ofte, typisk i form af bouillonterninger
- Tilbehør eller forretter såsom kiks eller småkager, pålæg (ofte smelteost, peanutbutter, marmelade eller gelé, chokoladepålæg eller pâté), syltede grøntsager eller holdbare salater (typisk kartoffelsalat, tunfiskesalat eller frugtsalat)
- Dessert eller snacks såsom slik, chokolade, tørret frugt, nødder, småkager, kage, wienerbrød, müslibarer eller energibarer
- Drikkeblandinger, typisk juice, tørmælk, pulverkaffe, pulverte, varm kakao, energidrikke, proteindrikke eller læskedrikke
- Øvrige ting såsom krydderier, tyggegummi, kosttilskud og tabletter til at rense vand
- Bestik og service, typisk spisesæt og spiseredskaber (ofte et enkelt multifunktionelt redskab som en ske, spork, spisepinde eller en lusikkahaarukka)

Yderligere genstande, der stilles til rådighed for personellet til eget brug, såsom multifunktionelt papir, servietter eller papirlommetørklæder, toiletpapir, tændstikker, cigaretter (historisk) og fast brændstof.